# مسجد الشيخ لطف الله
مسجد الشيخ لطف الله هو أحد مساجد مدينة أصفهان في إيران، يقع في الجانب الشرقي من ساحة نقش جهان مقابل قصر عالي قابو. يعتبر هذا المسجد من المساجد التاريخية المشهورة والمعروفه في المدينة. وتم بناء هذا المسجد بامر من الشاه الصفوي عباس الأول وذلك احتفاء منه بالشيخ لطف الله الميسي أحد علماء الدين الشيعة الإثنا عشرية انذاك، وقد استغرق بنائه ثمانية عشر سنة. وهو أحد الابنية التاريخية من القرن الحادي عشر الهجري.كما ان هذا المسجد مسجل ضمن لائحة مواقع التراث العالمي التي تدار من قبل منظمة اليونسكو.

## معرض الصور

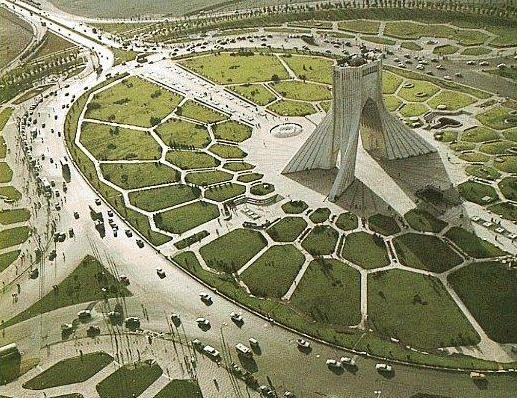
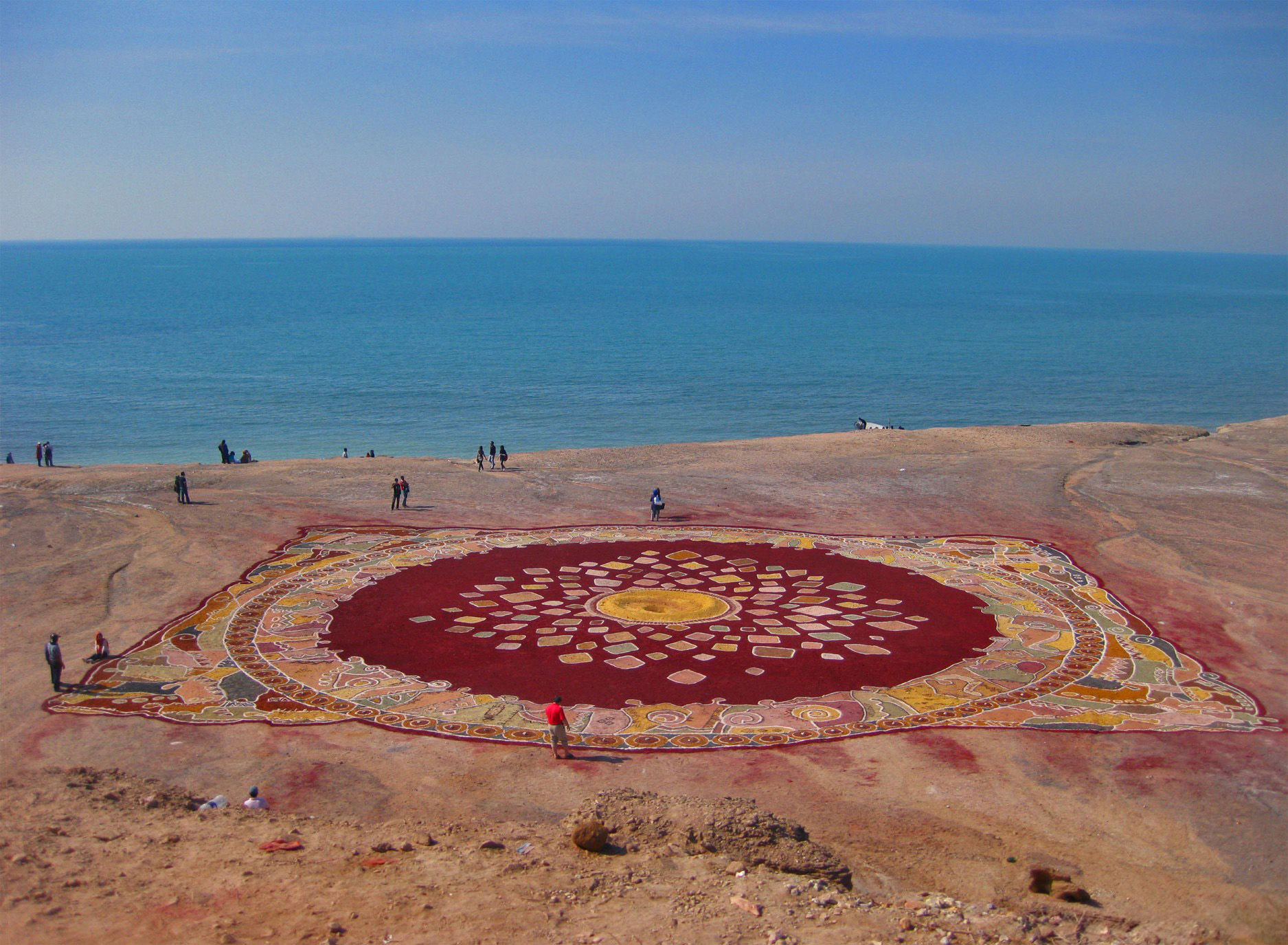
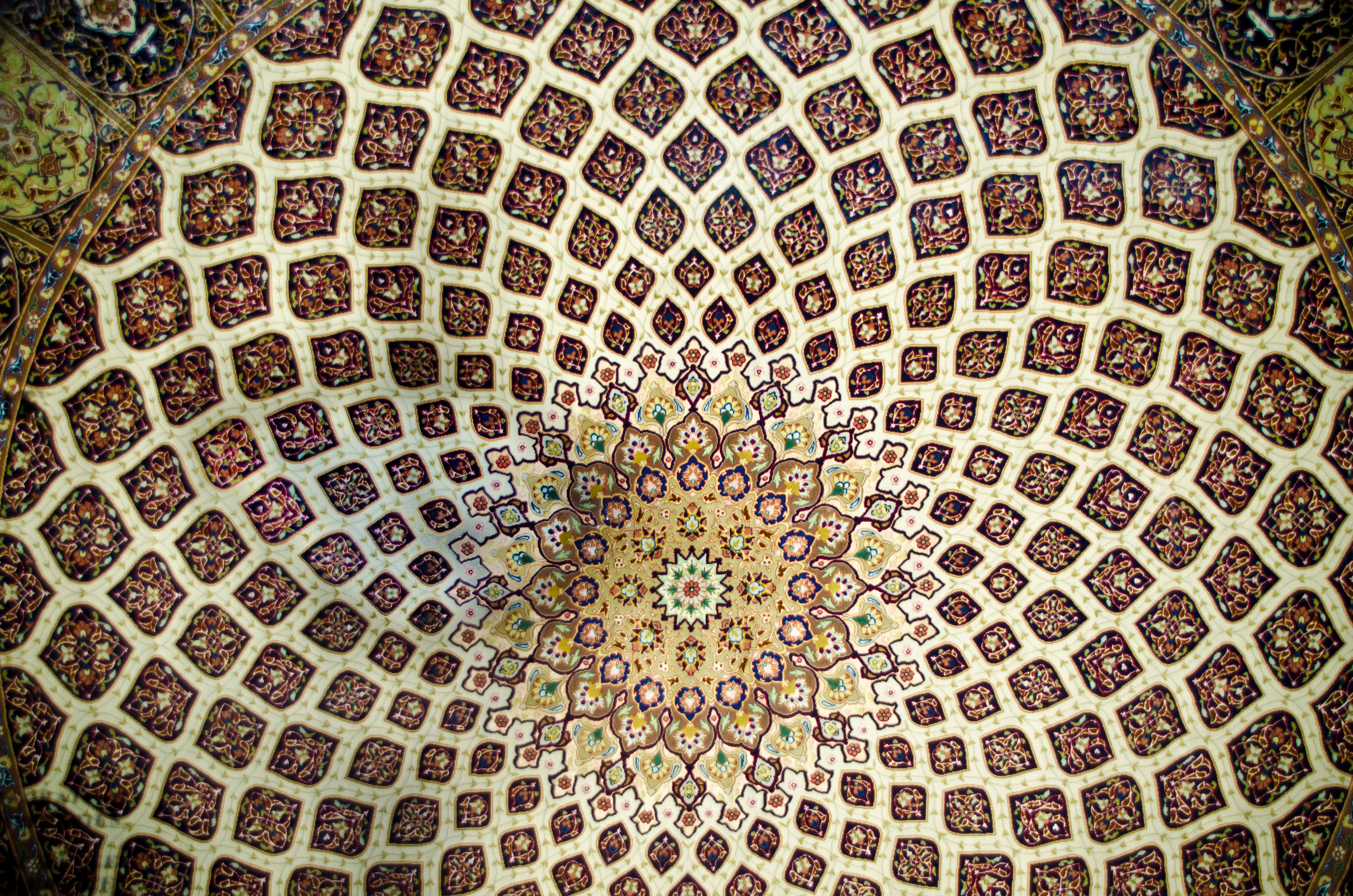
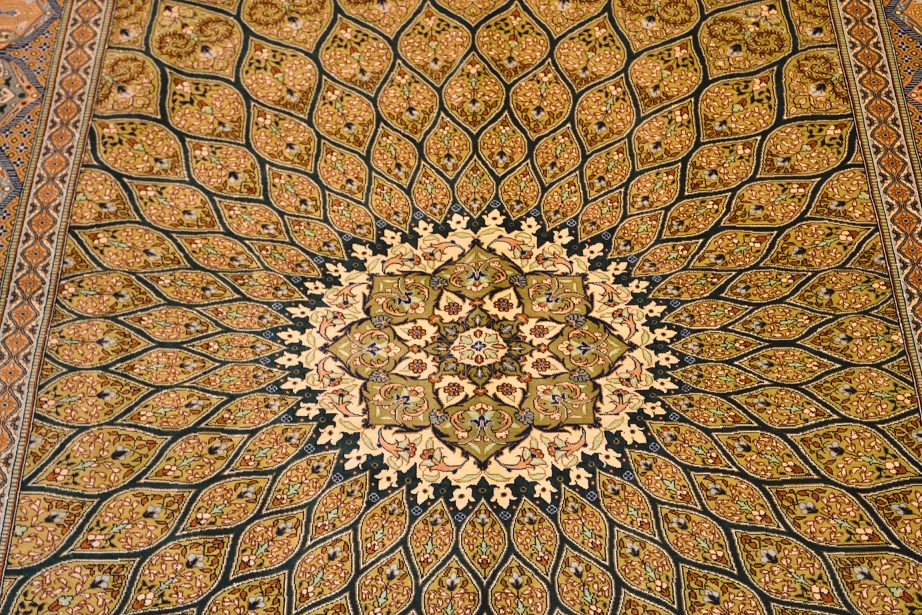

- القبة من الداخل

## أنظر أيضا
- مسجد جمكران
- مسجد شاه جراغ